# Kathleen Morgeneyer

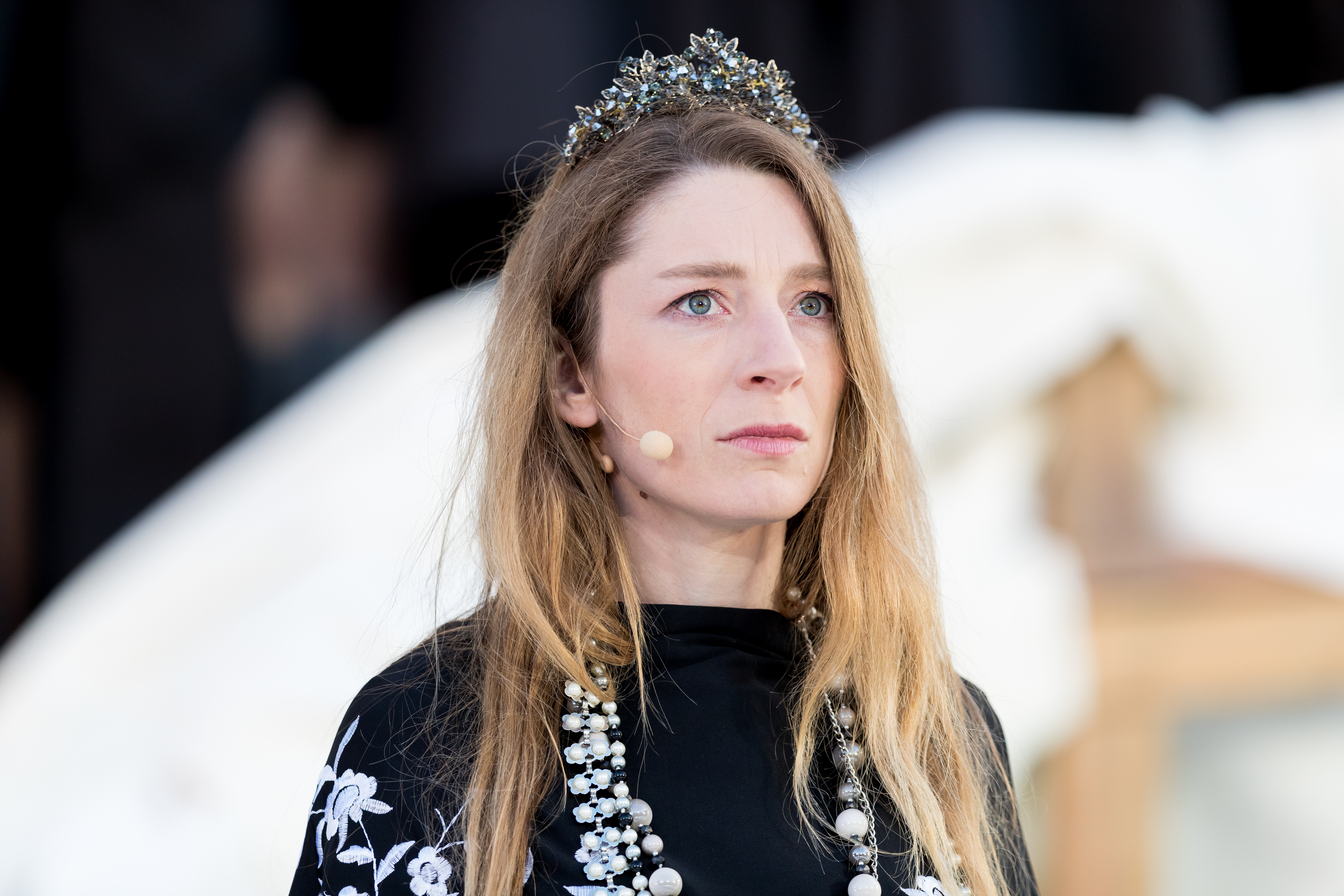
Kathleen Morgeneyer 2019 als Kriemhild bei den Nibelungenfestspielen

Kathleen Morgeneyer (* 1977 in Erlabrunn) ist eine deutsche Schauspielerin.

## Leben
Morgeneyer wuchs in Chemnitz auf und studierte später von 2002 bis 2006 an der Hochschule für Schauspielkunst „Ernst Busch“ Berlin. Nach ihrer Schauspielausbildung wurde sie 2006 Ensemblemitglied am Düsseldorfer Schauspielhaus. Es folgte ein Engagement am Deutschen Theater in Berlin. 2009 bis 2011 war sie am Schauspiel Frankfurt, von der Spielzeit 2011/12 bis 2023 war sie wieder Ensemblemitglied am Deutschen Theater Berlin. Seit der Spielzeit 2023/2024 ist sie Mitglied des Berliner Ensembles.
Der Hochschul-Kurzfilm Der Brief mit Morgeneyer in der Hauptrolle erhielt den ersten Preis der Cinéfondation bei den Internationalen Filmfestspielen von Cannes 2011.

## Bühnenstücke (Auswahl)
- 2007: Was ihr wollt – William Shakespeare (Olivia), Regie: Jürgen Gosch. Schauspielhaus Düsseldorf.
- 2008: Die Möwe – Anton Tschechow (Nina), Regie: Jürgen Gosch. Deutsches Theater Berlin.
- 2009: Drei Schwestern – Anton Tschechow (Irina), Regie: Karin Henkel. Schauspiel Frankfurt.
- 2010: Mutter Courage und ihre Kinder – Bertolt Brecht (Kattrin), Regie: Robert Schuster. Schauspiel Frankfurt.
- 2010: Lulu – Frank Wedekind (Lulu), Regie: Stephan Kimmig. Schauspiel Frankfurt.
- 2011: Liebelei – Arthur Schnitzler (Christine), Regie: Stephan Kimmig. Schauspiel Frankfurt.
- 2011: Horror Vacui, ein Projekt von Auftrag : Lorey (Bühnensolo). Schauspiel Frankfurt.
- 2011: Unschuld – Dea Loher (zwei Rollen), Regie: Michael Thalheimer. Deutsches Theater Berlin.
- 2011: Die vier Himmelsrichtungen – Roland Schimmelpfennig (eine junge Frau), Regie: Roland Schimmelpfennig. Deutsches Theater Berlin/Salzburger Festspiele.
- 2013: Die Jungfrau von Orleans – Schiller (Johanna), Regie: Michael Thalheimer. Deutsches Theater Berlin/Salzburger Festspiele.
- 2015: Clavigo – Goethe (Beaumarchais), Regie: Stephan Kimmig. Deutsches Theater Berlin/Salzburger Festspiele.
- 2018: Medea. Stimmen – Christa Wolf (Glauke), Regie: Tilmann Köhler. Deutsches Theater Berlin.
- 2018: Let Them Eat Money. Welche Zukunft?! – Andres Veiel in Zusammenarbeit mit Jutta Doberstein (Yldune Kaayan), Regie: Andres Veiel. Deutsches Theater Berlin.
- 2019: Zeiten des Aufruhrs – Richard Yates (Milly Campbell), Regie: Jette Steckel. Deutsches Theater Berlin.
- 2019: Kommt ein Pferd in die Bar – David Grossman (Pitz), Regie: Daniela Löffner. Deutsches Theater Berlin in Koproduktion mit den Salzburger Festspielen und dem Burgtheater Wien.
- 2019: Franziska Linkerhand – Brigitte Reimann (Franziska Linkerhand), Regie: Daniela Löffner. Deutsches Theater Berlin.
- 2019: Die Geschichte hat uns wieder – Kathleen Morgeneyer und Sabine Rennefanz (Sie selbst), Regie: Birgit Lengers, Anika Steinhoff. Deutsches Theater Berlin.
- 2019: Ausweitung der Kampfzone – Michel Houellebecq (versch. Rollen), Regie: Ivan Panteleev. Deutsches Theater Berlin.
- 2020: 4.48 Psychose – Sarah Kane (Sarah), Regie: Ulrich Rasche. Deutsches Theater Berlin.
- 2025: Jedermann – Hugo von Hofmannsthal (Armer Nachbar/Gute Werke), Regie: Robert Carsen. Salzburger Festspiele.

## Filmografie
- 2009: Wüste/Außen/Tag (Kurzfilm)
- 2010: 17 Jahre später
- 2011: Der Brief (Kurzfilm)
- 2011: Unten Mitte Kinn
- 2011: Ein Fall für zwei (Fernsehserie, Folge: Koala im Schnee)
- 2013: Das merkwürdige Kätzchen
- 2014: Töchter
- 2015: Hedi Schneider steckt fest
- 2015: Blochin – Die Lebenden und die Toten (TV-Miniserie)
- 2017: SOKO Wismar (Fernsehserie, Folge: Eheversprechen)
- 2018: Tatort: Zeit der Frösche
- 2019: Lara
- 2020: SOKO Köln (Fernsehserie, Folge: Angst)
- 2021: Letzte Spur Berlin (Fernsehserie, Folge: Rückkehr)
- 2022: Polizeiruf 110: Hexen brennen

## Hörspiele (Auswahl)
- 2004: Heimrad Bäcker: Epitaph – Bearbeitung/Regie: Ronald Steckel (Hörspiel – WDR)
- 2014: Heinrich von Kleist: Frauen Geschichten: Radio Penthesilea. Frei nach Motiven aus Heinrich von Kleists Drama Penthesilea – Produktion, Bearbeitung und Regie: Julia Wissert; Katrin Herm; Peter Blum; David Schnaegelberger; Klaus Buhlert (Hörspielbearbeitung – SWR/Mozarteum Salzburg)

## Auszeichnungen
- 2007: Beste Nachwuchsschauspielerin NRW
- 2009: Nachwuchsschauspielerin des Jahres, ausgewählt von der Jury der Zeitschrift Theater heute
- 2009: Alfred-Kerr-Preis für eine besondere Leistung im Rahmen des Theatertreffens
- 2017: Ulrich-Wildgruber-Preis